# Belca
Belca (IPA: [ˈbeːltsa]) è un insediamento (naselje) della municipalità di Kranjska Gora nella regione statistica dell'Alta Carniola in Slovenia.